# Kiwido
Kiwido är en slags nybörjarpoi, det vill säga ett handhållet jongleringsobjekt som består av en boll eller liknande som är fastsatt i ett snöre och som svingas i en cirklander rörelse runt kroppen i olika mönster. Kiwido kan förekomma i många former, t.ex. strumpor med en tennisboll i varje strumpa, papperstussar fastbundna i snören eller "proffsiga" kiwido-poi som man köper i butik.
Det som gör kiwido bra för att öva upp sina poi-färdigheter med, är att de inte är lika hårda som vanliga poi. En mjuk boll som svingas och träffar huvudet gör ju mycket mindre ont än till exempel en bit metall på en eldpoi.